# Phortica pseudopi
Phortica pseudopi är en tvåvingeart som först beskrevs av Masanori Joseph Toda och Peng 1990.  Phortica pseudopi ingår i släktet Phortica och familjen daggflugor. Inga underarter finns listade i Catalogue of Life.